# Тхоммо Реатеа I
Тхоммо Реатеа I (кхмер. ធម្មរាជាទី១, 1446 — 1494) — король Камбоджи второй половины XV века. Правил с 1474 по 1494 год (по другим данным — с 1478 по 1504 год) под именем Дхармараджа I (санскр. Dharmaraja I).
Полное имя — кхмер. ព្រះបាទសម្ដេច ព្រះរាជឱង្ការ ព្រះធម្មរាជា មហាចក្រពត្រាធិរាជ.

## Биография
Томмо Рачеа родился в 1446 году (по другим данным — в 1456 году) и являлся третьим сыном камбоджийского короля Понхеа Ята, рожденным от сиамской принцессы. Его старший брат, — Рачеа Раматуппдей, с самого начала своего правления столкнулся с восстанием племянника Сориётея II, пользовавшегося поддержкой сиамцев. В 1473 году Рачеа Раматуппдей назначил Томмо Рачеа регентом в Пномпени и поручил ему организовать сопротивление восставшим, а сам отправился на север страны для борьбы с захватчиками.
Однако вместо того, чтобы сражаться с врагами Томмо Рачеа предал своего брата и провозгласил себя новым правителем. Он соглашается с сиамцами держать под своей единоличной властью центральные и южные провинции Камбоджи. В это время в страну вошли две сиамские армии: одна по морю, а другая под предводительством самого Боромотрайлоканата, суверена королевства Аютия, по суше через Баттамбангскую дорогу, оккупировав страну на четыре года (1473—1477).
Войска Томмо Ричи и его союзников выступили против законного короля, которого они окружили в Самронгтонге. Дабы избежать братоубийственной битвы Рачеа Раматуппдей сдается в плен. В это время Сориётей II, провозгласивший себя королем в Срейсанторе, также попытался заручиться его поддержкой сиамского короля.
Боромотраилоканат объявляет Томмо Рачеа своим сюзереном и единственным законным королем Камбоджи, а Рачеа Раматуппдей и Сориётей были отправлены в Сиам, где и прожили до конца своих дней.
Томмо Рачеа, которого «Королевские хроники» восхваляли за его религиозность и любовь к литературе, до самой смерти вел себя как верный вассал сиамцев, передав им управление провинциями Корат и Чантабун.